# Aprenentatge adaptatiu
L'aprenentatge adaptatiu es pot definir com "un tipus d'aprenentatge en línia que incorpora sistemes de recollida i anàlisi de dades sobre el comportament de l'estudiant en les activitats dutes a terme, amb la intenció d'oferir-li continguts personalitzats segons les seves necessitats"(Termcat, 2016). Els cursos d'ensenyament adaptatiu utilitzen diferents algorismes de programació per gestionar la interacció amb l'estudiant i oferir així recursos i activitats d'aprenentatge en funció de les seves característiques i de la seva evolució. Els sistemes d'aprenentatge adaptatiu poden també personalitzar el procés d'ensenyament segons el perfil de l'estudiant (els seus interessos, els seus objectius, l'experiència prèvia, els trets personals i el context de treball, així com l'estil d'aprenentatge (actiu - reflexiu - teòric - pragmàtic (Model de Honey-Munford), visual, auditiu o cinestèsic (classificació de Bandler i Grinder), o altres ...). La tecnologia de l'aprenentatge adaptatiu abasta aspectes de la ciència dels computadors, intel·ligència artificial, psicometria, pedagogia, psicologia i neurociència.
L'aprenentatge adaptatiu ha estat parcialment impulsat a partir de la premissa de què un aprenentatge efectiu no es pot aconseguir a gran escala emprant els enfocaments tradicionals, no adaptatius.
Aquest tipus d'aprenentatge sorgeix per donar resposta a l'atenció a la diversitat, ja que cada persona aprèn diferent i presenta un ritme de treball diferent de la resta. L'adaptació ajuda al docent a oferir a l'alumne un recurs que mitjançant una plataforma tecnològica adquireix els continguts de la matèria i a la vegada fonamenta la confiança en l'alumne/a i minimitza l'abandonament escolar. També és una eina pel docent, perquè suposa un suport per fer un seguiment més exhaustiu de l'alumne/a i li permetrà complementar activitats per aquell grup d'estudiants més avançats. Per esdevenir un aprenentatge adaptatiu a les aules és essencial la recol·lecció de dades per adequar els continguts a cada nivell i potenciar les àrees amb més dificultat.
En certa manera, l'aprenentatge adaptatiu és la personalització de l'aprenentatge, però aquest fet sovint comporta confusions entre l'aprenentatge adaptatiu, i diferenciat. És important diferenciar els termes, l'aprenentatge personalitzat es basa en regles específiques que necessita cada aprenent i es realitza un diagnòstic previ, en canvi, l'adaptatiu està impulsat per unes dades i canvia i millora amb el temps, per dur a terme el procés s'efectua una anàlisi psicomètrica.

## Història

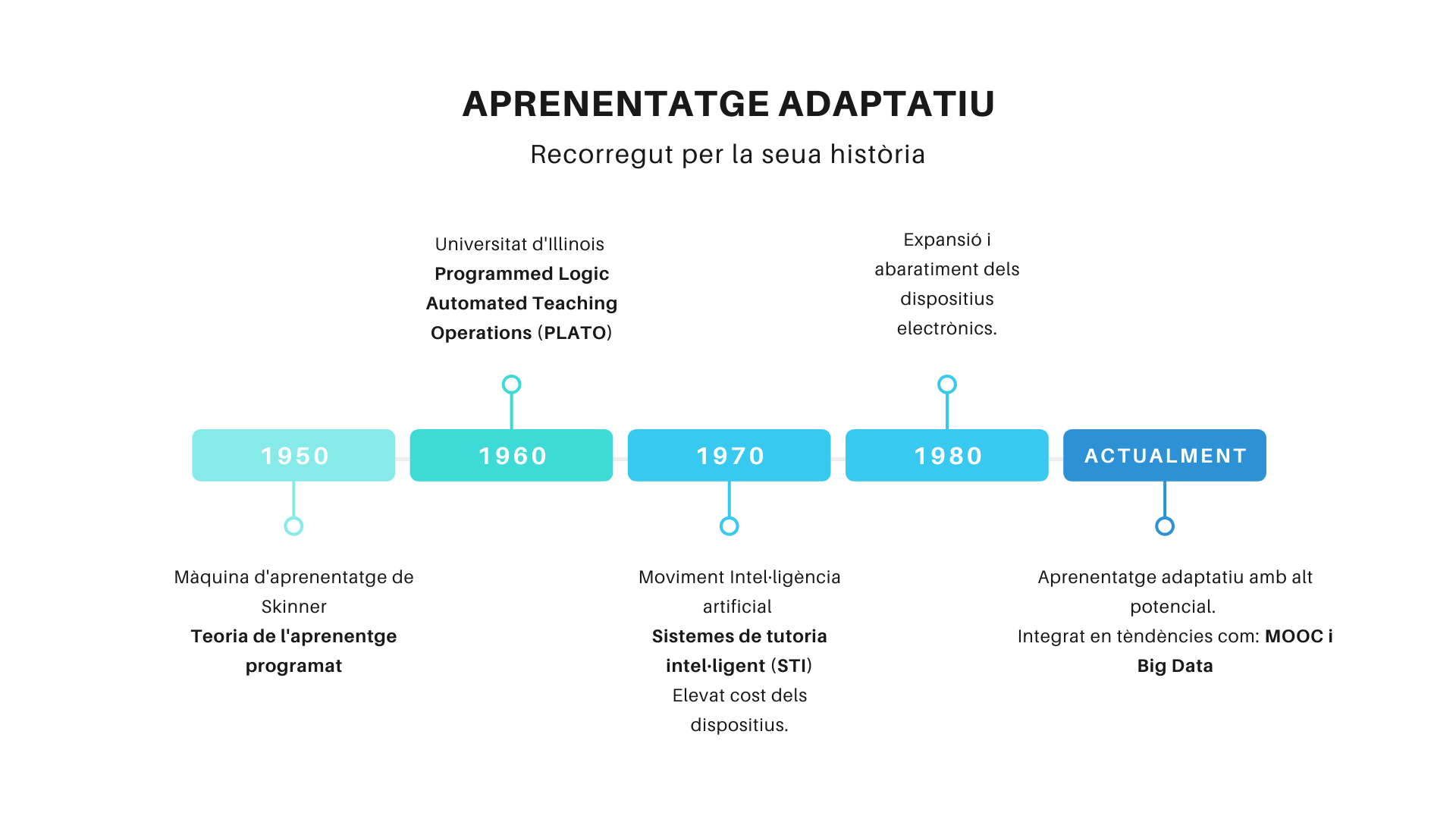
Infografia sobre la història de l'aprenentatge adaptatiu

L'aprenentatge adaptatiu sorgeix cap a la dècada de 1950 amb la màquina de l'aprenentatge de Skinner. El psicòleg i filòsof social B. F. Skinner (1904-1990)  va introduir aquest concepte amb la teoria de l'aprenentatge programat, la qual es basa en el fet que el procés formatiu es construeix a partir de petites seqüències dividides en tasques que l'alumnat ha de superar per passar a la següent seqüència d'aprenentatge.
L'any 1960, la Universitat d'Illinois va llançar el primer programa d'ensenyament assistit per ordinador Programmed Logic Automated Teaching Operations (PLATO). L'objectiu d'aquest sistema d'aprenentatge basat en ordinador va ser automatitzar la instrucció individual.
A la dècada dels 70, l'aprenentatge adaptatiu començà a guanyar popularitat amb el moviment de la Intel·ligència artificial i comen a aparèixer els primers sistemes de tutoria intel·ligent (STI) que es consolidaran en la dècada dels 80 amb l'expansió i abaratiment dels dispositius electrònics. A partir d'aquest moment, se celebren anualment conferències internacionals d'intel·ligència artificial, i els avenços en aquest àmbit són aplicables a la tecnologia educativa. Convé destacar els avenços en analítiques de l'aprenentatge i mineria de dades.
Amb el temps els dispositius han aconseguit l'adaptabilitat dels humans. Per aquest motiu es té molt present l'aprenentatge adaptatiu, ja que és essencial que l'eina s'adapti al mètode d'aprenentatge de l'usuari. Però en aquest període sorgiren diversos obstacles, el primer als anys setanta a causa de l'elevat cost que va suposar una barrera per l'aplicació personalitzada. Un altre dels obstacles van ser les interfícies d'usuari, ja que no eren propicis pel procés d'aprenentatge. L'evolució de les TIC va disminuir aquests obstacles i l'aprenentatge adaptatiu es va introduir a les aules, a banda de ser utilitzat en altres àmbits com la NASA, Amazon, Netflix, etc. Aquest avanç s'ha centrat més en el sector educatiu i empreses com Sherton Software, Carnegie Learning i Knewton.
Al llarg dels anys, l'aprenentatge adaptatiu ha aconseguit un alt potencial en diferents grups consultors com Gartner i cada vegada s'implementa més en el context educatiu amb tendències com MOOC i Big Data en educació superior, les quals permeten la recol·lecció de grans quantitats de dades que ajuden a millorar l'educació.
El fet que hi hagi una tecnologia sofisticada i assequible així com models cognitius de com aprenen millor les persones, ajuda als educadors a assolir una pràctica educativa amb èxit i a la vegada condueix a la construcció de sistemes intel·ligents d'aprenentatge adaptatiu.

## Implementació

### Adaptació de l'aprenentatge
El desenvolupament de l'educació en línia i els sistemes de recollida i anàlisi de dades fan que la personalització de l'aprenentatge sigui cada vegada més possible i a l'hora eficaç. Els avenços tecnològics que contribueixen en aquesta personalització dins de l'aprenentatge en línia són:
1) La millora dels sistemes d'adaptació hipermèdia (en endavant, AHS, acrònim en anglès de Adaptive Hypermedia Systems). Aquests, tenen en compte les característiques de cada usuari a partir de les quals, adapten el contingut per tal d'oferir-li una experiència personalitzada. En l'àmbit educatiu aquests sistemes s'anomenen Sistemes d'Aprenentatge Adaptatiu.
2) Els sistemes de gestió de l'aprenentatge (en endavant, LMS, acrònim en anglès de Learning Management System). Proporcionen entorns d'aprenentatge que faciliten la gestió de cursos, usuaris i continguts així com l'administració de qualificacions, etc.
La personalització de l'aprenentatge està relacionada amb la incorporació de AHS en els LMS. Aquests sistemes ofereixen a l'alumne un itinerari d'aprenentatge personalitzat basat en activitats predefinides segons el seu perfil. Al mateix temps, el mestre també té capacitat d'incidir en aquest itinerari fent canvis en els continguts, l'avaluació, la interfície, etc. tot aconseguint un millor nivell de personalització.
La integració de tècniques de personalització en l'activitat dels estudiants que interactuen en un Entorn Virtual d'Aprenentatge millora en forma positiva l'aprenentatge. Aquesta personalització tant en l'activitat com en l'avaluació es pot fer mitjançant plataformes com Moodle, sistema gratuït i amb codi obert amb múltiples funcionalitats adaptades per a la creació i administració que permeten la personalització del procés d'aprenentatge.

### Possibles adaptacions
El contingut: es pot adaptar segons les destreses i el nivell en què es vulguin treballar. Diferents continguts depenent de les preferències, de la informació sobre l'usuari, història del recorregut per l'hiperespai, comportament de l'usuari enfront del sistema, objectius, tasques o plans de l'usuari.
El domini tecnològic: El model de l'entorn conté informació que serveix per a modelar la funcionalitat multimèdia que està utilitzant l'usuari. Tradicionalment la dependència de les plataformes en què estan implementats els diferents programes fa que la informació del model estigui implícita en aquests, l'aparició d'aplicacions multiplataforma, fan que especificar els requisits multimèdia del suport físic siguin més nombrosos, encara que només sigui pel nombre de màquines que el pot utilitzar.
La seqüenciació: Consisteix a adaptar el sistema tecnològic a l'usuari. Seguir la seqüenciació de forma personalitzada segons la seva evolució en el procés d'ensenyament-aprenentatge.

## El paper del docent de l'aprenentatge adaptatiu
La funció docent continua sent un factor important durant el procés d'ensenyament-aprenentatge perquè l'aprenentatge adaptatiu agilita el procés, dona informació útil sobre com aprendre i estalvia temps per a realitzar altres activitats. A més, permet treballar de manera directa amb els estudiants aquells aspectes en el que suposa un repte per a ells. No es tracta de limitar el treball del professor ni eliminar el contacte amb els alumnes, sinó tot el contrari.
Es pot aplicar en diferents matèries o assignatures alhora i/o complementar-se amb altres instruments digitals. No obstant això, pot aplicar-se tant dins com fora de l'aula amb l'objectiu de treure el màxim profit possible. Al mateix temps es pot programar el tema en la plataforma d'aprenentatge adaptatiu, i així, mentre l'alumnat avança en matèria, aquest detecta les dificultats i genera diferents itineraris d'aprenentatge per a cada alumne. Aquesta informació rebuda permet al docent detectar quins temes presentar algun tipus de dificultat o de quins alumnes es tracta.

## Avaluació de l'aprenentatge adaptatiu
L'avaluació del procés d'ensenyança-aprenentatge permet saber en quin grau o mesura els estudiants assoleixen canvis qualitatius en termes d'adquisició de coneixement possibilitant així, establir un judici de valor sobre la qualitat d'aquests canvis.
A diferència dels models tradicionals basats en transmissió/recepció, actualment els objectius de l'ensenyament es dirigeixen a considerar l'estudiant com un agent actiu en la construcció del seu propi aprenentatge. En aquesta direcció destaquem el concepte d'avaluació orientada a l'aprenentatge. Carls (2007) afirma que l'avaluació hauria de contribuir eficaçment en la millora de l'aprenentatge i suggereix una sèrie de principis:
a) L'avaluació de les tasques deu dissenyar-se per a estimular pràctiques concretes d'aprenentatge entre els estudiants. L'alineació entre objectius, continguts i tasques d'avaluació facilitarà l'experiència d'aprenentatge profunda.
b) L'avaluació deu involucrar activament als estudiants. L'autoavaluació, l'avaluació per pars o retroalimentació promou una millor comprensió dels objectius d'aprenentatge.
c) La retroalimentació de l'avaluació ha de ser oportuna, és a dir, que existeixi un recolzament entre els aprenentatges actuals i futurs. Una retroalimentació adequada promou el compromís de l'estudiant amb el seu procés d'aprenentatge.
La integració de tècniques de personalització en l'activitat dels estudiants que interactuen en un Entorn Virtual d'Aprenentatge millora en forma positiva l'aprenentage. Aquesta personalització tant en l'activitat com en l'avaluació es pot fer mitjançant plataformes com Moodle, sistema gratuït i amb codi obert amb múltiples funcionalitats adaptades per a la creació i administració que permenten la personalització del procés d'aprenentage.